# ウダヤギリ
ウダヤギリ（テルグ語：ఉదయగిరి、Udayagiri）は、インドのアーンドラ・プラデーシュ州、ネルール県の村。

## 歴史
15世紀末から16世紀初頭、ヴィジャヤナガル王国とガジャパティ朝がこの地を巡って激しく争った。
1513年、ウダヤギリはヴィジャヤナガル王クリシュナ・デーヴァ・ラーヤの軍勢によって奪取された。
ヴィジャヤナガル王国の衰退後、ウダヤギリはゴールコンダ王国の支配下にはいった。